# Brad Chartrand
Brad Chartrand (né le 14 décembre 1974 à Winnipeg dans la province de Manitoba au Canada) est un joueur professionnel canadien de hockey sur glace. Il évoluait au poste d'ailier droit. 

## Biographie
Après une carrière universitaire de quatre ans avec le Big Red de l'Université Cornell, il joue deux saisons avec l'équipe nationale du Canada puis une saison en 1998-1999 avec les Maple Leafs de Saint-Jean de la Ligue américaine de hockey. 
Il signe en juillet 1999 un contrat comme agent libre avec les Kings de Los Angeles dans la Ligue nationale de hockey. Il joue un total de 215 parties en saison régulière dans la LNH, toutes avec les Kings, et récolte 25 buts et autant d'aides pour 50 points.
Il est métis.

## Statistiques
| Saison     | Équipe                    | Ligue      |     | Saison régulière | Saison régulière | Saison régulière | Saison régulière | Saison régulière |   | Séries éliminatoires | Séries éliminatoires | Séries éliminatoires | Séries éliminatoires | Séries éliminatoires |
| Saison     | Équipe                    | Ligue      | PJ  | B                | A                | Pts              | Pun              | PJ               | B | A                    | Pts                  | Pun                  |                      |                      |
| 1991-1992  | Canadians de St. James    | MJHL       | 45  | 24               | 25               | 49               | 32               | -                | - | -                    | -                    | -                    |                      |                      |
| 1992-1993  | Université Cornell        | ECAC       | 26  | 10               | 6                | 16               | 16               | -                | - | -                    | -                    | -                    |                      |                      |
| 1993-1994  | Université Cornell        | ECAC       | 30  | 4                | 14               | 18               | 46               | -                | - | -                    | -                    | -                    |                      |                      |
| 1994-1995  | Université Cornell        | ECAC       | 28  | 9                | 9                | 18               | 10               | -                | - | -                    | -                    | -                    |                      |                      |
| 1995-1996  | Université Cornell        | ECAC       | 34  | 24               | 19               | 43               | 16               | -                | - | -                    | -                    | -                    |                      |                      |
| 1996-1997  | Équipe du Canada          | Intl       | 54  | 10               | 14               | 24               | 42               | -                | - | -                    | -                    | -                    |                      |                      |
| 1997-1998  | Équipe du Canada          | Intl       | 60  | 24               | 30               | 54               | 47               | -                | - | -                    | -                    | -                    |                      |                      |
| 1997-1998  | Rapperswil-Jona Lakers    | LNA        | 8   | 3                | 2                | 5                | 4                | -                | - | -                    | -                    | -                    |                      |                      |
| 1998-1999  | Maple Leafs de Saint-Jean | LAH        | 64  | 16               | 14               | 30               | 48               | 5                | 0 | 2                    | 2                    | 2                    |                      |                      |
| 1999-2000  | Kings de Los Angeles      | LNH        | 50  | 6                | 6                | 12               | 17               | 4                | 0 | 0                    | 0                    | 6                    |                      |                      |
| 1999-2000  | Lock Monsters de Lowell   | LAH        | 16  | 5                | 10               | 15               | 8                | -                | - | -                    | -                    | -                    |                      |                      |
| 1999-2000  | Ice Dogs de Long Beach    | LIH        | 1   | 0                | 0                | 0                | 0                | 3                | 0 | 0                    | 0                    | 0                    |                      |                      |
| 2000-2001  | Lock Monsters de Lowell   | LAH        | 72  | 17               | 34               | 51               | 44               | 4                | 0 | 1                    | 1                    | 8                    |                      |                      |
| 2000-2001  | Kings de Los Angeles      | LNH        | 4   | 1                | 0                | 1                | 2                | -                | - | -                    | -                    | -                    |                      |                      |
| 2001-2002  | Monarchs de Manchetser    | LAH        | 22  | 10               | 12               | 22               | 31               | -                | - | -                    | -                    | -                    |                      |                      |
| 2001-2002  | Kings de Los Angeles      | LNH        | 46  | 7                | 9                | 16               | 40               | 7                | 1 | 1                    | 2                    | 2                    |                      |                      |
| 2002-2003  | Kings de Los Angeles      | LNH        | 62  | 8                | 6                | 14               | 33               | -                | - | -                    | -                    | -                    |                      |                      |
| 2003-2004  | Kings de Los Angeles      | LNH        | 53  | 3                | 4                | 7                | 30               | -                | - | -                    | -                    | -                    |                      |                      |
| Totaux LNH | Totaux LNH                | Totaux LNH | 215 | 25               | 25               | 50               | 122              | 11               | 1 | 1                    | 2                    | 8                    |                      |                      |